# Discours de Stuttgart
Le discours de Stuttgart, officiellement intitulé Restatement of Policy on Germany, est un célèbre discours tenu le 6 septembre 1946 en Allemagne à Stuttgart par le secrétaire d’État des États-Unis, James F. Byrnes.

## Contenu
Il réalise un bilan des accords de Potsdam (transfert de la Silésie et la Poméranie à la Pologne et de Kaliningrad à l'URSS) et affirme la volonté américaine de tendre vers une unification économique de l’Allemagne, et vers la création d’une constitution et d’un gouvernement provisoires. Le discours a aussi été considéré comme une position ferme contre l’Union soviétique, car laissant penser l'intention des États-Unis de maintenir des troupes en Europe indéfiniment. 
Il définit le ton de la future politique des États-Unis avec l'Allemagne en écartant les politiques économiques du Plan Morgenthau et en délivrant un message politique de reconstruction économique, dans un contexte où les puissances occidentales craignaient que la pauvreté et la famine qui, après guerre, touchaient les Allemands ne poussent ceux-ci dans les bras du communisme.
De par son soutien à l'Allemagne et sa volonté de revoir la redéfinition des frontières orientales (le secrétaire d'État des États-Unis George Marshall ayant insisté en 1947 aux réunions du Conseil des ministres des Affaires étrangères à Moscou et Londres pour que les zones agricoles de Silésie et de Poméranie restent à l'Allemagne), le discours a eu un impact négatif sur les relations américano-polonaises, mais a considérablement amélioré les relations américano-allemandes et l'Union soviétique a dû renoncer à tout espoir de gagner de l'influence sur l'Allemagne de l'Ouest.